# Ист-Сан-Гейбриел
Ист-Сан-Гейбриел (англ. East San Gabriel) — статистически обособленная местность, расположенная в округе Лос-Анджелес (штат Калифорния, США) с населением в 14 512 человек по статистическим данным переписи 2000 года.

## География
По данным Бюро переписи населения США статистически обособленная местность Ист-Сан-Габриэль имеет общую площадь в 4,14 квадратных километров, водных ресурсов в черте населённого пункта не имеется.
Статистически обособленная местность Ист-Сан-Габриэль расположена на высоте 115 метров над уровнем моря.

## Демография
| Год переписи      | Нас.  |  | %±    |
| ----------------- | ----- |  | ----- |
| 1990              | 12736 |  | —     |
| 2000              | 14512 |  | 13,9% |
| 1990–2000 source: |       |  |       |

По данным переписи населения 2000 года в Ист-Сан-Габриэль проживало 14 512 человек, 3708 семей, насчитывалось 5201 домашнее хозяйство и 5391 жилой дом. Средняя плотность населения составляла около 3605,2 человек на один квадратный километр. Расовый состав Ист-Сан-Габриэль по данным переписи распределился следующим образом: 42,55 % белых, 1,85 % — чёрных или афроамериканцев, 0,63 % — коренных американцев, 40,47 % — азиатов, 0,09 % — выходцев с тихоокеанских островов, 4,28 % — представителей смешанных рас, 10,12 % — других народностей. Испаноговорящие составили 23,52 % от всех жителей статистически обособленной местности.
Из 5201 домашних хозяйств в 34,3 % — воспитывали детей в возрасте до 18 лет, 53,4 % представляли собой совместно проживающие супружеские пары, в 12,1 % семей женщины проживали без мужей, 28,7 % не имели семей. 22,7 % от общего числа семей на момент переписи жили самостоятельно, при этом 7,1 % составили одинокие пожилые люди в возрасте 65 лет и старше. Средний размер домашнего хозяйства составил 2,79 человек, а средний размер семьи — 3,28 человек.
Население статистически обособленной местности по возрастному диапазону по данным переписи 2000 года распределилось следующим образом: 23,7 % — жители младше 18 лет, 8,8 % — между 18 и 24 годами, 32 % — от 25 до 44 лет, 23,4 % — от 45 до 64 лет и 12,1 % — в возрасте 65 лет и старше. Средний возраст жителей составил 36 лет. На каждые 100 женщин в Ист-Сан-Габриэль приходилось 94,6 мужчин, при этом на каждые сто женщин 18 лет и старше приходилось 92,3 мужчин также старше 18 лет.
Средний доход на одно домашнее хозяйство в статистически обособленной местности составил 51 301 доллар США, а средний доход на одну семью — 59 127 долларов. При этом мужчины имели средний доход в 42 491 доллар США в год против 32 479 долларов среднегодового дохода у женщин. Доход на душу населения в статистически обособленной местности составил 23 571 доллар в год. 9,1 % от всего числа семей в округе и 10,5 % от всей численности населения находилось на момент переписи населения за чертой бедности, при этом 14,5 % из них были моложе 18 лет и 6,3 % — в возрасте 65 лет и старше.